# Burseraceae
Burseraceae, rökelseträdsväxter är en familj av tvåhjärtbladiga växter. Burseraceae ingår i ordningen kinesträdordningen, klassen tvåhjärtbladiga blomväxter, divisionen fanerogamer, och riket växter.
Familjens träd och buskar förekommer inom det tropiska området. På grund av växternas rikedom på eteriska oljor och harts har många av arterna kommit till medicinsk och teknisk användning.
Några arter kan leva som epifyter på andra växter. Blommorna har vanligen 3 till 5 och sällan 6 kronblad som är fria eller vid basen förenade. Det finns blommor av hon- och hankön.
Utbredningsområdet sträcker sig från södra Nordamerika över Centralamerika och Karibien till södra Brasilien samt över Afrika söder om Sahara, tropiska delar av Asien, norra Australien och södra Oceanien. Familjen utgörs av cirka 760 arter fördelade på 20 släkten.
Nöt från olika arter av släktet Canarium är ätliga. Även frukter från Dacryodes edulis kan ätas. Harts från Boswellia sacra används som olibanum. Naturgummi från Commiphora myrrha och andra släktmedlemmar har en aromatisk doft.
Det vetenskapliga namnet för typsläktet Bursera hedrar den tyska forskaren Joachim Burser.
Släkten enligt Catalogue of Life:
- Boswellia
- Bursera
- Canarium
- Commiphora
- Dacryodes
- Tetragastris

## Bildgalleri

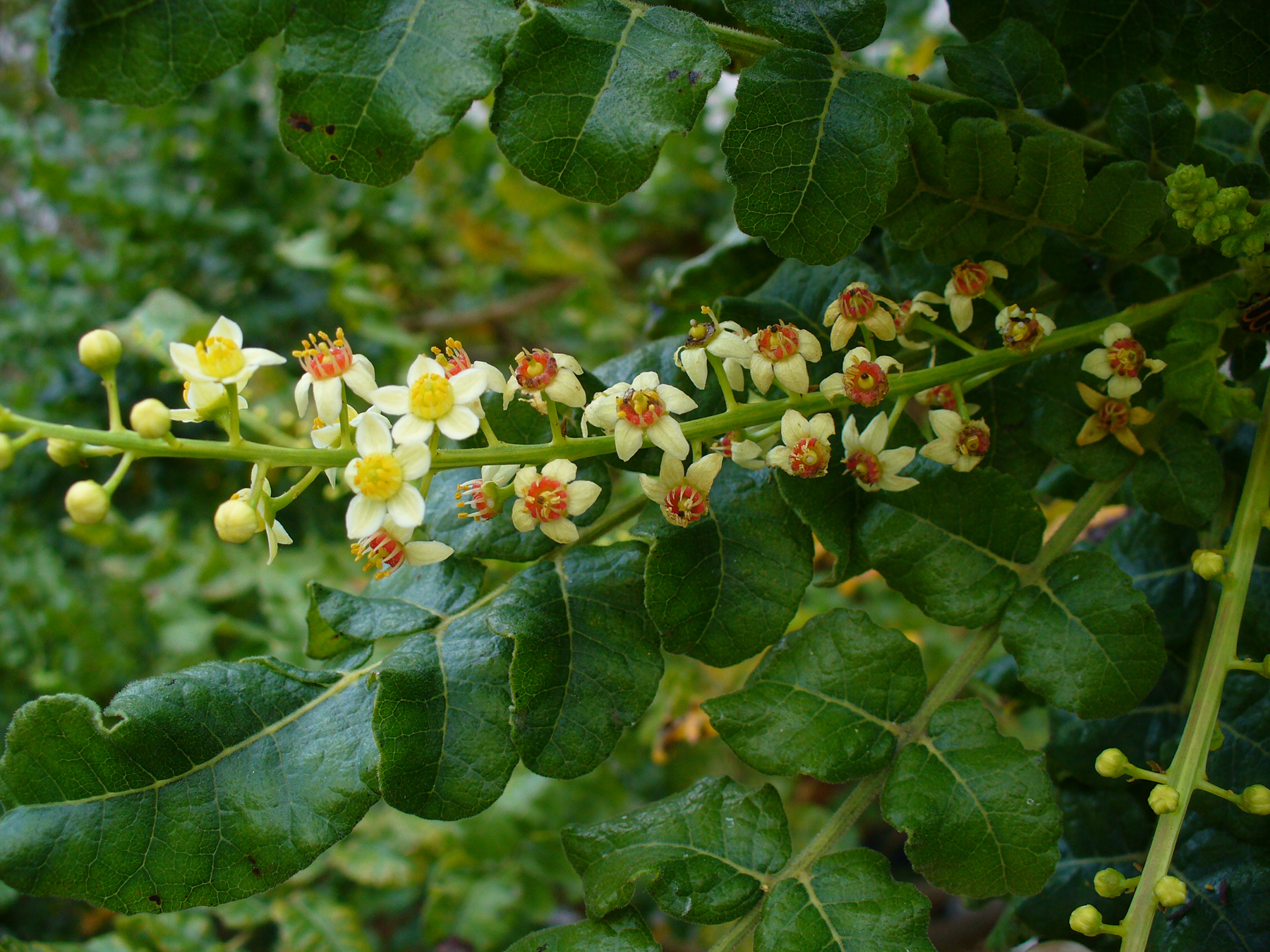
Boswellia sacra
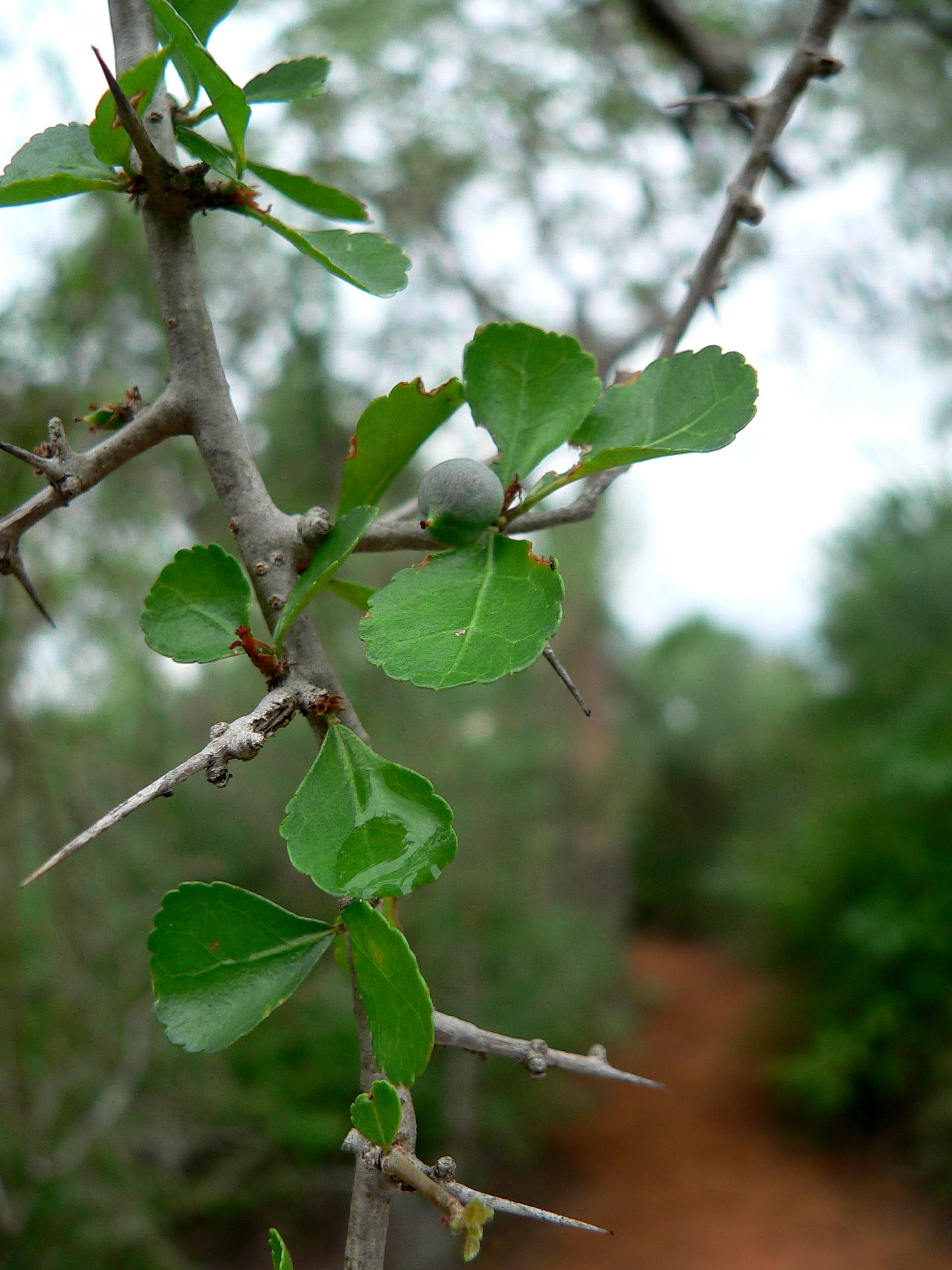
Commiphora simplicifolia
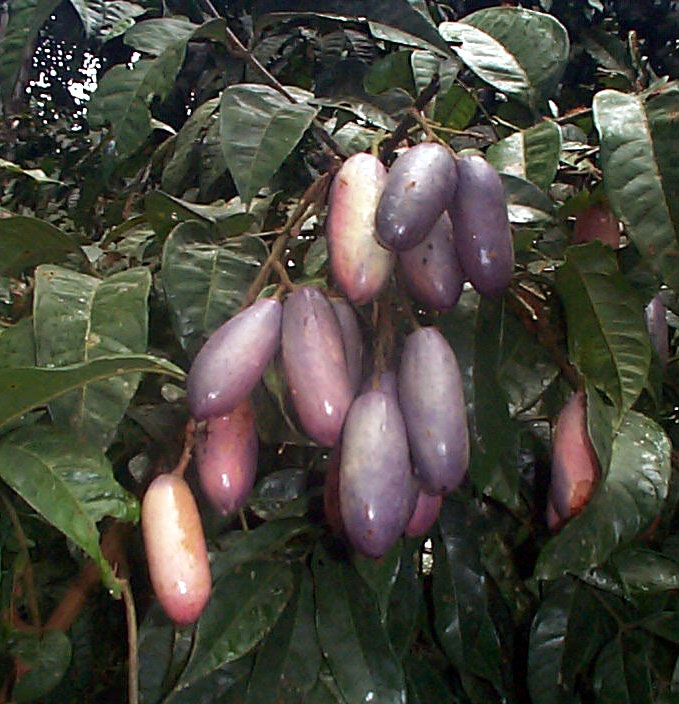
Ätliga frukter från Dacryodes edulis
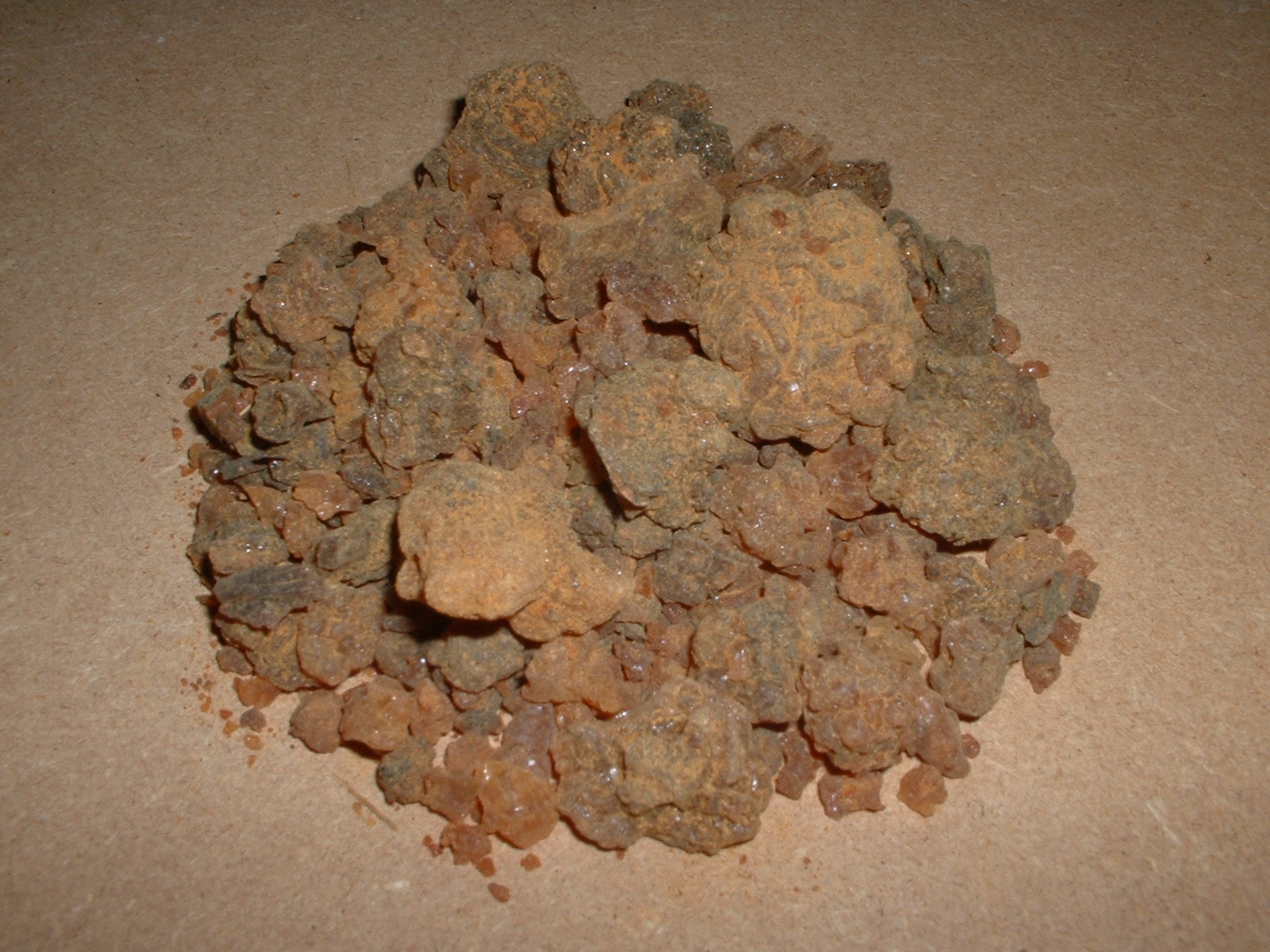
Naturgummi från Commiphora myrrha
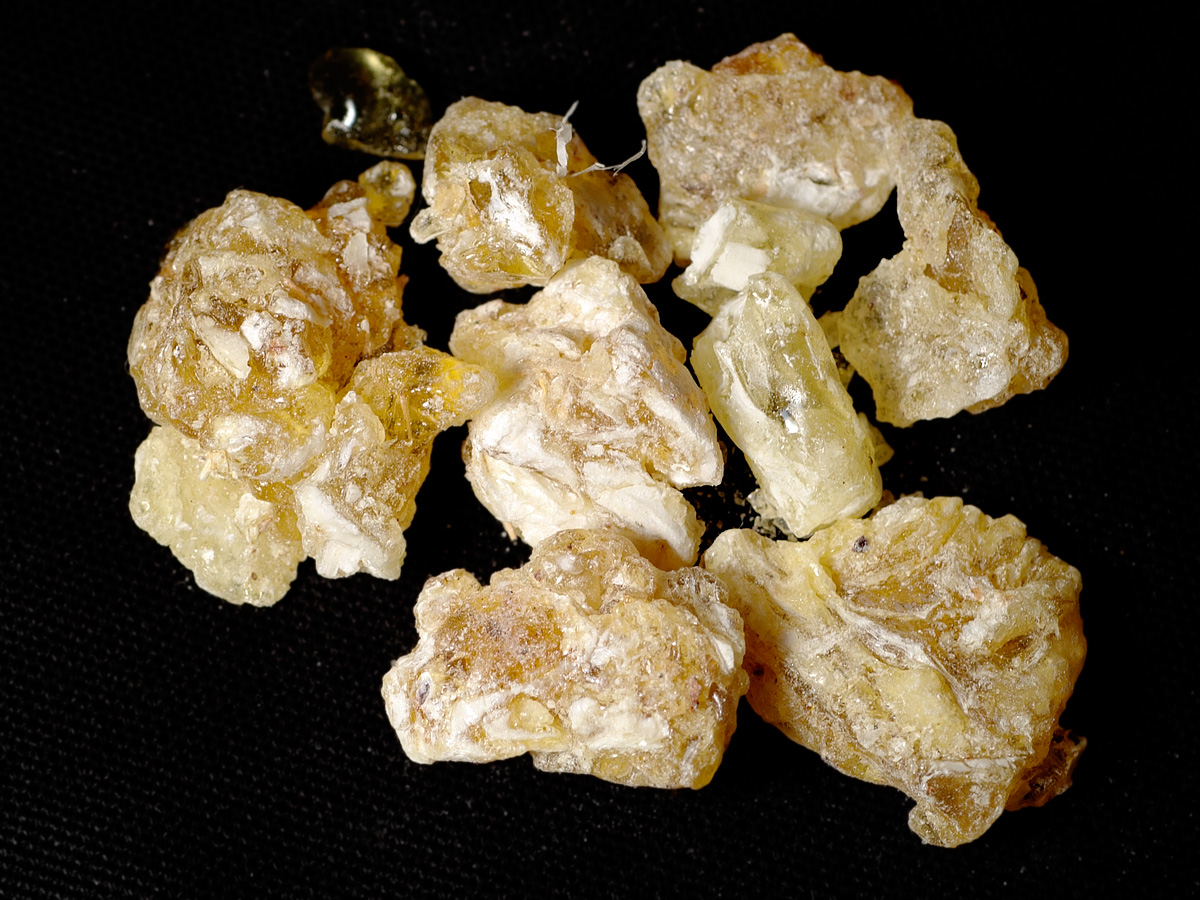
Harts från Boswellia sacra